# Suzanne Daneau
Suzanne Laure Daneau (Doornik, 17 augustus 1901 – aldaar, 30 november 1971) was een Belgisch componiste en pianiste.
Ze is dochter van componist, muziekpedagoog Nicolas Daneau en Laure Joséphine Beatrix Delzenne.
Ze kreeg haar eerste muziekopleiding uiteraard van haar vader. Ze studeerde echter ook aan het Koninklijk Conservatorium Brussel bij Paul Gilson. Ze zou haar Prélude élégiaque (1942) aan hem opdragen. Ze zette haar pianostudie voort bij Arthur De Greef. Ze kon ondertussen praktijk opdoen tijdens concerten georganiseerd door haar vader en concoursen van Ernest Closson. In 1923 richtte ze het strijktrio DGL op met Georges Gommaerts en Édouard Livain. Daarmee trad ze op in Nederland, België en Frankrijk, ze speelden werken van de dan nieuwe componisten als Vincent d'Indy, Albert Roussel etc. Ze zat voorts in een aantal muziekjury's, soms met haar vader, zoals in Brussel 1942.
Een aantal werken:
- Sex instantanés sportifs (1924)
- Le poeme du Rosaire
- La barque d'or de Karnak
- Ouverture badine
- Le quadrige planétair
- Trois chansons éplorées
- Les danseuses de Kerlouan

- Bibliothèque nationale de France: cb161677183 (data)
- Gemeinsame Normdatei: 1024168344
- International Standard Name Identifier: 0000 0000 8171 4929
- Library of Congress Control Number: no2010175819
- MusicBrainz: 55b0ba1a-df9c-40ab-be7c-c1be912cc203
- Nederlandse Thesaurus van Auteursnamen: 168638231
- Virtual International Authority File: 103248764
- WorldCat: E39PBJkxDxwyQF6YDcmPPjXTpP